# Батеке (народ)
Батеке — народ в Центральной Африке, проживающий по среднему течению реки Конго, на территории Республики Конго, Демократической Республики Конго и Габона.
Большинство представителей народа сохраняет традиционные верования, часть — христиане. Язык батеке — китеке — относится к языковой семье банту. Основные занятия — тропическое земледелие (маниок, бобовые), рыболовство и собирательство плодов. Часть батеке работает на плантациях масличной пальмы и предприятиях городов Киншаса, Браззавиль и др.
Омар Бонго Ондимба, президент Габона в 1967—2009 годах, и его сын Али Бонго Ондимба, президент Габона в 2009—2023 годах), — представители народа батеке.